# Die Hermannschlacht
Die Hermannschlacht ist ein überwiegend 1922 inszenierter und 1924 uraufgeführter deutscher Stummfilm über die legendäre Schlacht zwischen Germanen und Römern im Jahre 9 nach Christus.

## Handlung
Arminius, stolzer Sohn des Cherusker-Fürsten Segimer, wurde einst von den Römern gefangen genommen und befindet sich seitdem in deren Geiselhaft. Während dieser Zeit erlernte der „Barbar“ mit dem Flügelhelm das Kriegshandwerk und machte in der römischen Armee sogar Karriere. Schließlich stieg er zum Anführer der germanischen Hilfstruppen auf. Wieder zurück in Germanien, weiß Arminius nun einiges über römische Gefechtstaktiken – Kenntnisse, die er wenig später noch sehr gut gebrauchen wird. Arminius, bei seiner Entlassung ausgestattet mit dem römischen Bürgerrecht und nunmehr auch Angehöriger der „equester ordo“ (römischer Ritterstand), will nun nicht weniger, als die Römer in seiner Heimat mit deren eigenen Waffe schlagen und sie aus der Heimat vertreiben.
Zurück in Germanien trifft Arminius (auch Hermann, der Cherusker genannt) seinen Vater Segimer und seine alte Liebe Thusnelda wieder. Rasch wird dem jungen Krieger klar, dass unter der römischen Fremdherrschaft die Germanen unterjocht und zu Fronarbeiten gezwungen wurden. Wie Sklaven müssen die Germanen unter der Fremdherrschaft vegetieren. Mit Hilfe von Kriegern anderer Germanenstämme baut Arminius daraufhin eine schlagkräftige Armee auf und kann in der Entscheidungsschlacht, der titelgebenden Hermannschlacht, im Jahr 9 nach Christi Geburt die römische Legionen unter der Führung des Publius Quintilius Varus entscheidend vernichten. Varus begeht daraufhin Selbstmord. Der Film zeigt abschließend, wie sich Armin und Thusnelda während der Siegesfeier umarmen.

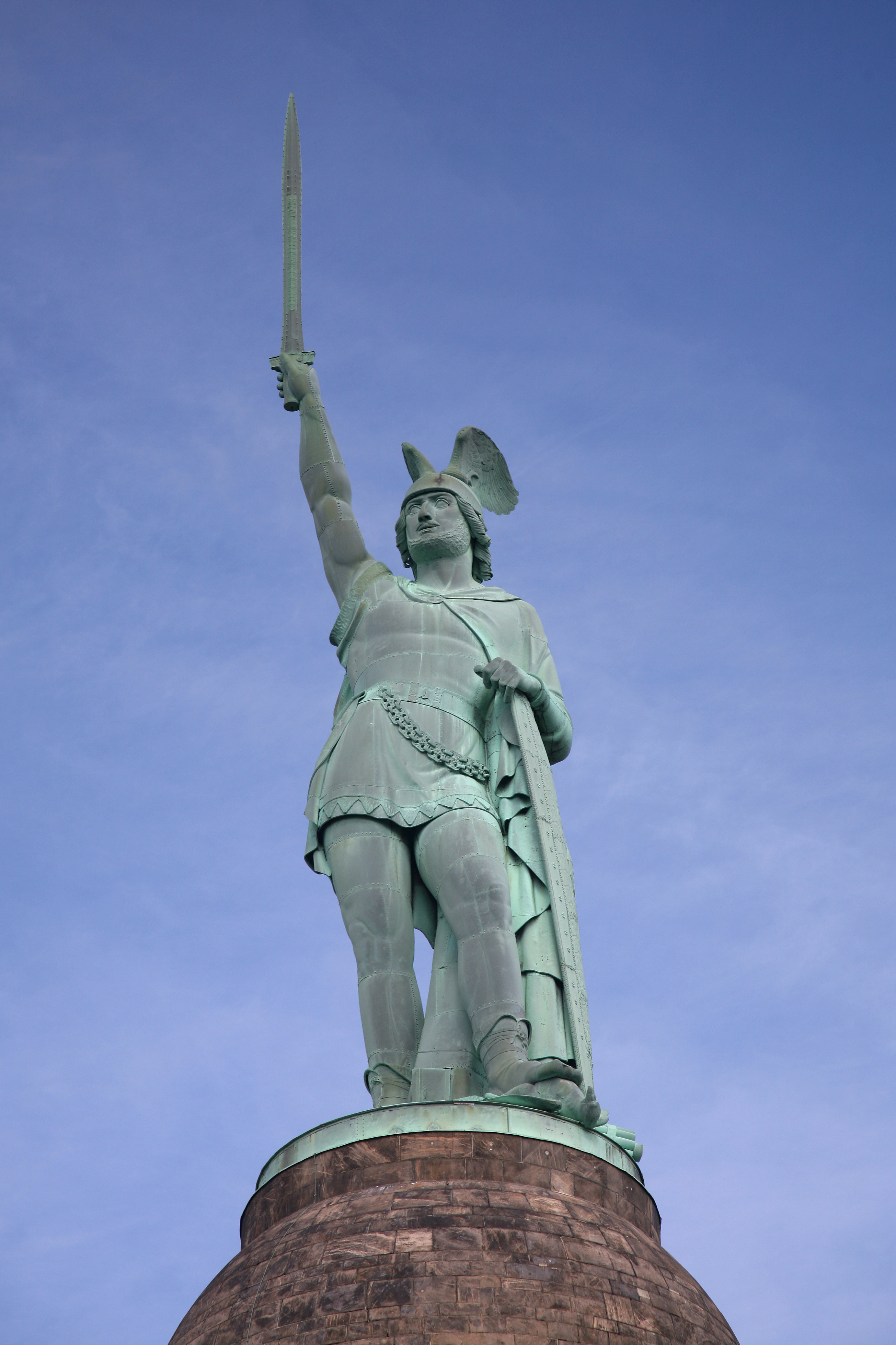
Das Hermannsdenkmal im Teutoburger Wald zeigt den Cheruskerfürsten Arminius

## Produktionsnotizen
Diese erste Verfilmung der historischen Ereignisse der Antike, die den Römern eine vernichtende Niederlage bescherte, galt viele Jahrzehnte lang als verschollen. Im Jahre 1990 wurde eine 1945 von sowjetischen Rotarmisten gestohlene Kopie von Die Hermannschlacht in Moskau entdeckt.
Gedreht wurde der fünfaktige Film bis Dezember 1922 in und bei Detmold sowie im Teutoburger Wald und im Kastell Saalburg im Taunus. Einige Nachdrehs erfolgten 1923 wegen schlechten Wetters im Vorjahr. Die Uraufführung erfolgte am 27. Februar 1924 im Landestheater Detmold nahe derjenigen Stätte, in der die Schlacht einst stattgefunden haben soll.
Bei den Außenaufnahmen wurden im Rahmen der Schlachtszenen nahezu 1000 Statisten und rund 200 Pferde eingesetzt. Fritz Kraencke entwarf die Filmbauten.
Über Leo König (* 16. August 1883 in Memel), dessen einzige Filmregie Die Hermannschlacht war, ist nur wenig bekannt. 1908 wurde er an der Juristischen Fakultät der Universität Erlangen mit einer Arbeit über Das Recht am eigenen Bilde promoviert. Vor den Dreharbeiten war er 1921/1922 und 1925 Oberregisseur am Schauspielhaus Düsseldorf. In den Jahren 1927 bis 1929 leitete er das Schauspiel am Theater der Stadt Münster. Dort inszenierte er in diesem Zeitraum Peer Gynt von Henrik Ibsen, Die Journalisten von Gustav Freitag und Rausch von August Strindberg.
Das Medienzentrum des Landschaftsverbands Westfalen-Lippe brachte den Film mit neuer musikalischer Untermalung auf DVD heraus.

## Zeitgenössischer, politischer Bezug
Einen im deutsch-nationalen Duktus abgegebenen Seitenhieb, der einen zeitnahen Bezug auf die Besetzung des Ruhrgebiets durch die Franzosen besaß, wies besonders eine Passage des Programmheftes auf. Dort war zu lesen: „Die Anmaßungen beutelustiger Besatzungstruppen höhnen immer herausfordender. Römische Heerführer würfeln hämisch um den Besitz germanischer Frauen. Geschenke feilschen um ihre Willfährigkeit. Alles fremde römische Wesensart. Ein Ausdruck entarteter Volkssitten, seelisch untief in ihren sinnlich lüsternen Forderungen.“ Für alles „römische“ musste nur noch „der Franzose“ sui generis eingesetzt werden. Dies belegt auch bereits der vierte Zwischentitel des ersten Aktes. Dort heißt es: „Rücksichtslos wüteten die römischen Söldnerheere, brandschatzten und plünderten mit gallischem Eifer.“

## Kritiken
Die Kritiken fielen sehr unterschiedlich aus. Die negative Kritik bemängelte an dem Film vor allem Handwerkliches und sah den Streifen als wenig künstlerisch an. Es wurde aber inhaltlich auch auf die starke patriotisch-nationalistische Komponente abgehoben. Nachfolgend einige Beispiele:
In der Ausgabe vom 28. Februar 1924 wurde im Volksblatt auf vor allem, ohne die Franzosen namentlich zu nennen, auf den allgemeinen Volkszorn gegenüber den neuerlichen fremdländischen Besatzern in Deutschland abgehoben. An einer Stelle heißt es: „Schwüle Haß- und Rachegedanken suchten und fanden in dem Film Erbauung und Befriedigung. Den Volksgenossen mit dieser Einstellung ist die ‚Hermannsschlacht‘ ein Symbol ihrer Gefühle, wie der Hermann dort oben auf der Grotenburg.“ Schließlich konnte man noch lesen, dass nach Ende der Filmvorführung die Lichtspieltheaterbesucher aufgestanden seien und das Deutschlandlied gesungen habe.
Die Westfälische Zeitung zeigte sich enttäuscht darüber, dass Die Hermannschlacht den seit den Fridericus-Filmen oder Ernst Lubitschs Anna Boleyn erweckten Erwartungen mitnichten gerecht wurde. Dort hieß es: „Diese Hoffnung, das sei bei aller Anerkennung eines gewissen nationalen Wertes gleich vorweg genommen, erfüllte sich in keiner Weise. Der Film erhebt sich in nichts, aber auch in gar nichts über den mittelguten historischen Durchschnittsfilm.“ Kritisiert wurde vor allem die regielichen Unzulänglichkeiten beispielsweise bei der Handhabung der Massenszenen, wo man in Berlin über ganz andere Möglichkeiten und Erfahrungen verfüge: „Ein Fehler der Regie war es ohne Zweifel, statt der eingespielten Berliner Komparserie ‚Eingeborene‘ aus dem Teutoburger Walde zu verwenden. Gutgemeinte Begeisterung für das Filmen vermag nicht mangelnde Uebung zu ersetzen.“ Selbst der abschließende Publikumsapplaus wurde in dieser Kritik relativiert: „Der Beifall, der stellenweise auf offener Szene ausbrach, entsprang wohl zum größten Teil mehr lokalpatriotischen oder nationalen Beweggründen als künstlerischem Empfinden.“
Andere Kritiken äußerten sich lobender. Auch dazu einige Beispiele:
Der Lippische Allgemeine Anzeiger lobte die „die ungemein geschickt von Dr. Fritz Chlodwig Lange zusammengestellte und den Handlungsvorgängen angepaßte Begleitmusik“ und pries sowohl die herausgestellten Landschaftsszenen als auch die schauspielerischen Einzelleistungen.
Die Lippische Post behauptete gar: „Es war ein großer unbestrittener Erfolg auf der ganzen Linie“ und beschied, ganz im Gegensatz zum Kritiker der Westfälischen Zeitung: „Die einen großen Teil des Films einnehmenden Massenszenen zeichnen sich durch ungemein geschickte Massenregie aus.“
Auch der Würzburger Generalanzeiger sah im März 1924 das Filmwerk durchaus auf Augenhöhe mit den Berliner Produktionen der jüngsten Vergangenheit. Dort hieß es: „Aus der Bahn des Friedericus-Films ist nun ein weiterer erfreulicher Schritt getan worden mit dem historischen Großfilm ‚Die Hermannschlacht‘, der … in den Schluchten und Wäldern des Teutoburger Waldes mit echten Darstellern und einem unerhörten Aufwand an Komparsen gekurbelt wurde. (…) Großartige Bildhaftigkeit der Szenen, vor allem wunderbare, die Schönheit deutscher Landschaft … unvergeßlich reizende Aufnahmen, glänzende Massenregie und hervorragende Darstellung der Hauptrollen sichern dem Film eine erste Stelle unter den historischen Großfilmen der letzten Zeit.“
Die moderne Kritik kam nach Sichtung der DVD-Fassung von Die Hermannschlacht zu folgendem Schluss: „Aus heutiger Sicht kann man nachvollziehen, warum ein größerer Erfolg ausgeblieben ist. Die Darsteller wie auch der Regisseur kamen alle aus der Theaterschauspielerei und besaßen keine Erfahrung mit dem neuen Medium ‚Film‘. Dies drückt sich in der Mimik und Gestik der Schauspieler aus, die des Öfteren die Bedeutung einer Szene nicht zum Ausdruck bringen können (…) Es scheint, dass Leo Koenig die Zwischentexte wichtiger waren, als die Umsetzung des Heldenstoffes und daher sein Augenmerk darauf legte, das Gelesene in den Mittelpunkt zu stellen. Das Werk ‚Die Hermannschlacht‘ ist aus filmischer Sicht ein misslungener Versuch die Varusschlacht auf die große Bühne zu stellen.“